# Screaming Blue Messiahs

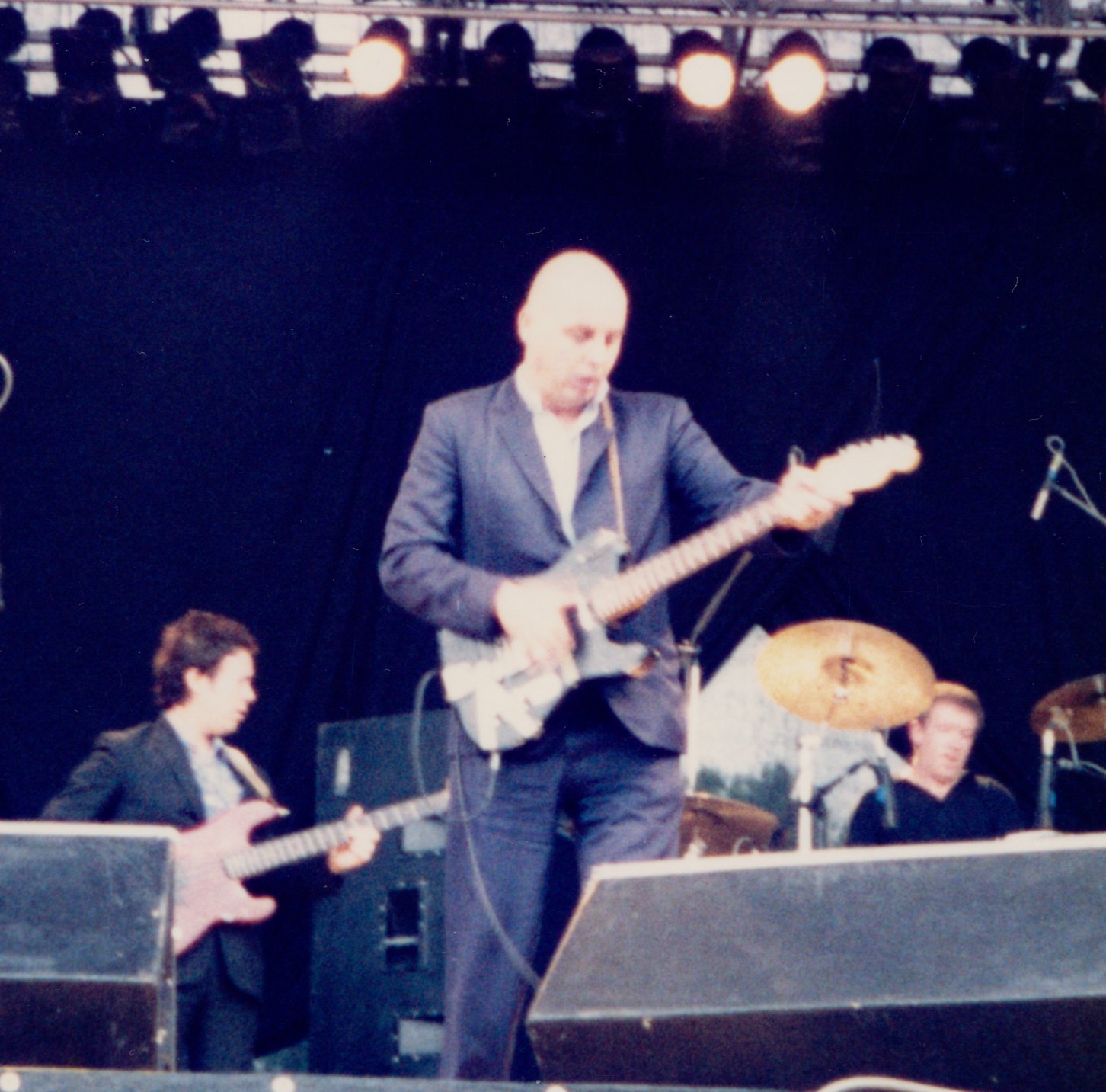
The Screaming Blue Messiahs, etwa 1987

The Screaming Blue Messiahs war eine 1983 in London von Bill Carter (Gesang und Gitarre), Chris Thompson (Bass) und Kenny Harris (Schlagzeug) gegründete Band. Ihr Musikstil verbindet Elemente aus Blues, Country, Punk und Rockabilly. Vorläuferbands waren The Small Brothers und Motor Boys Motor. Ihre erste LP, das Mini-Album Good and Gone, hielt sich sechs Monate am Stück in den Independent-Charts. Die Musiker veröffentlichten drei Alben auf Major Labels und hatten eine UK-Top-40-Single (I wanna be a flintstone, #28 im Jahre 1987). Nach dem dritten Album wurden sie von ihrer Plattenfirma fallengelassen und die Band löste sich kurze Zeit später auf.

## Diskographie
- Good and Gone Mini-Album (1984)
- Gun-Shy (1986) UK #90
- Bikini Red (1987)
- Totally Religious (1989)
- BBC Radio 1 Live in Concert (1992)